# Алебастровый цикореус
Алебастровый цикореус или алебастровый мурекс (лат. Chicoreus alabaster = Siratus alabaster = Murex alabaster) — брюхоногий моллюск из семейства Мурексов. Является одной из наиболее известных и популярных коллекционных морских раковин.

## Описание

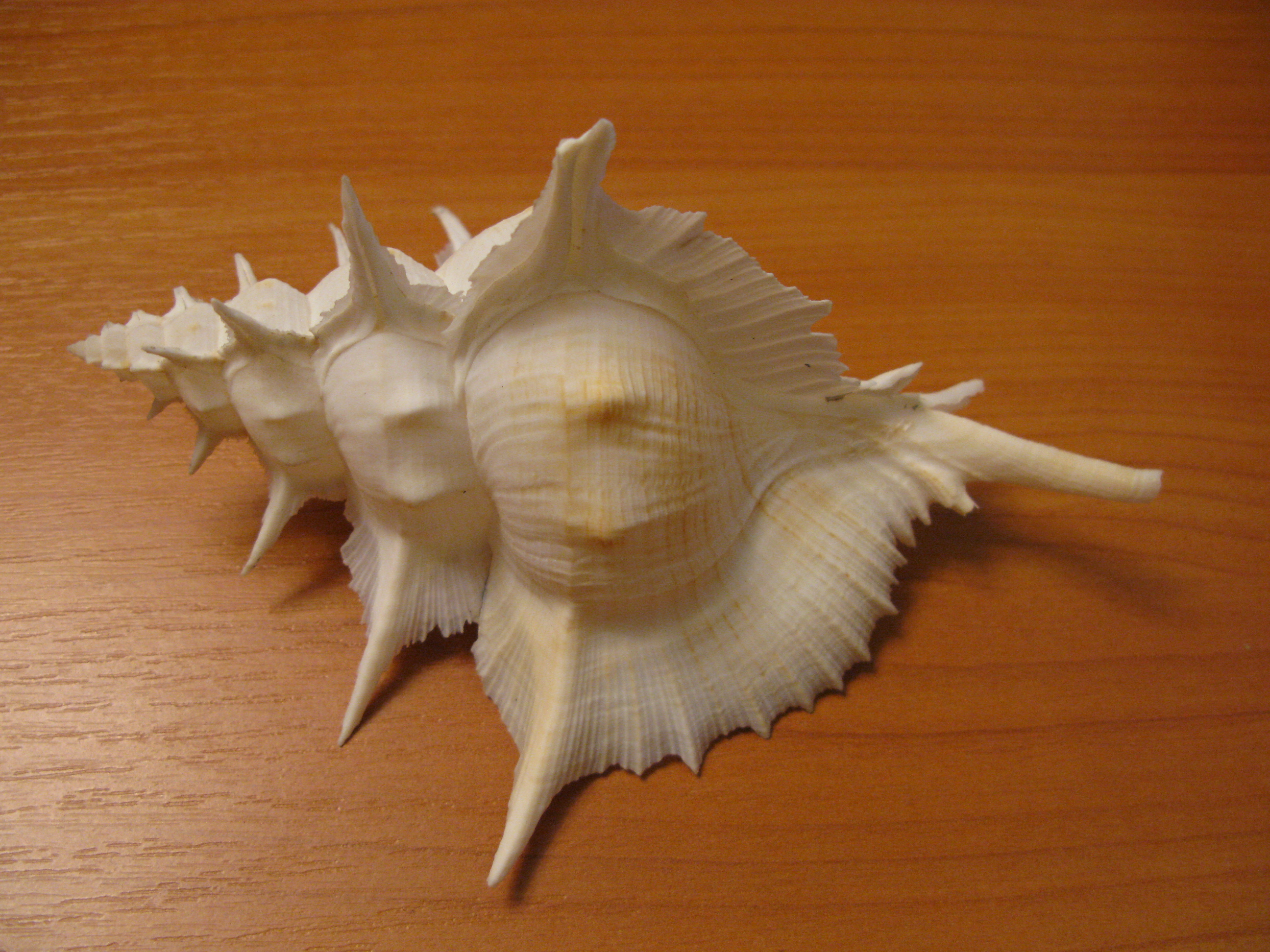
Вид на раковину с дорсальной стороны

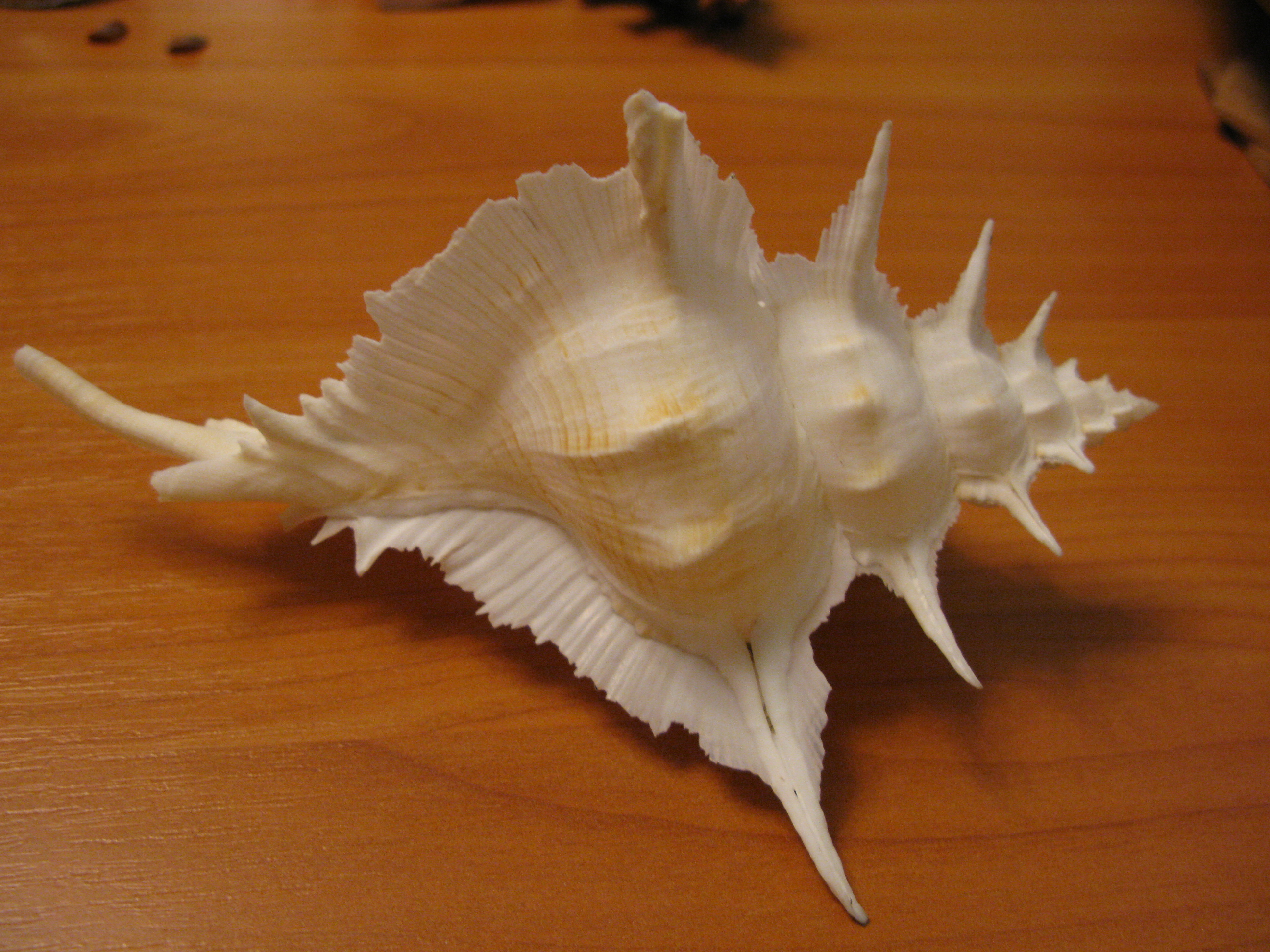

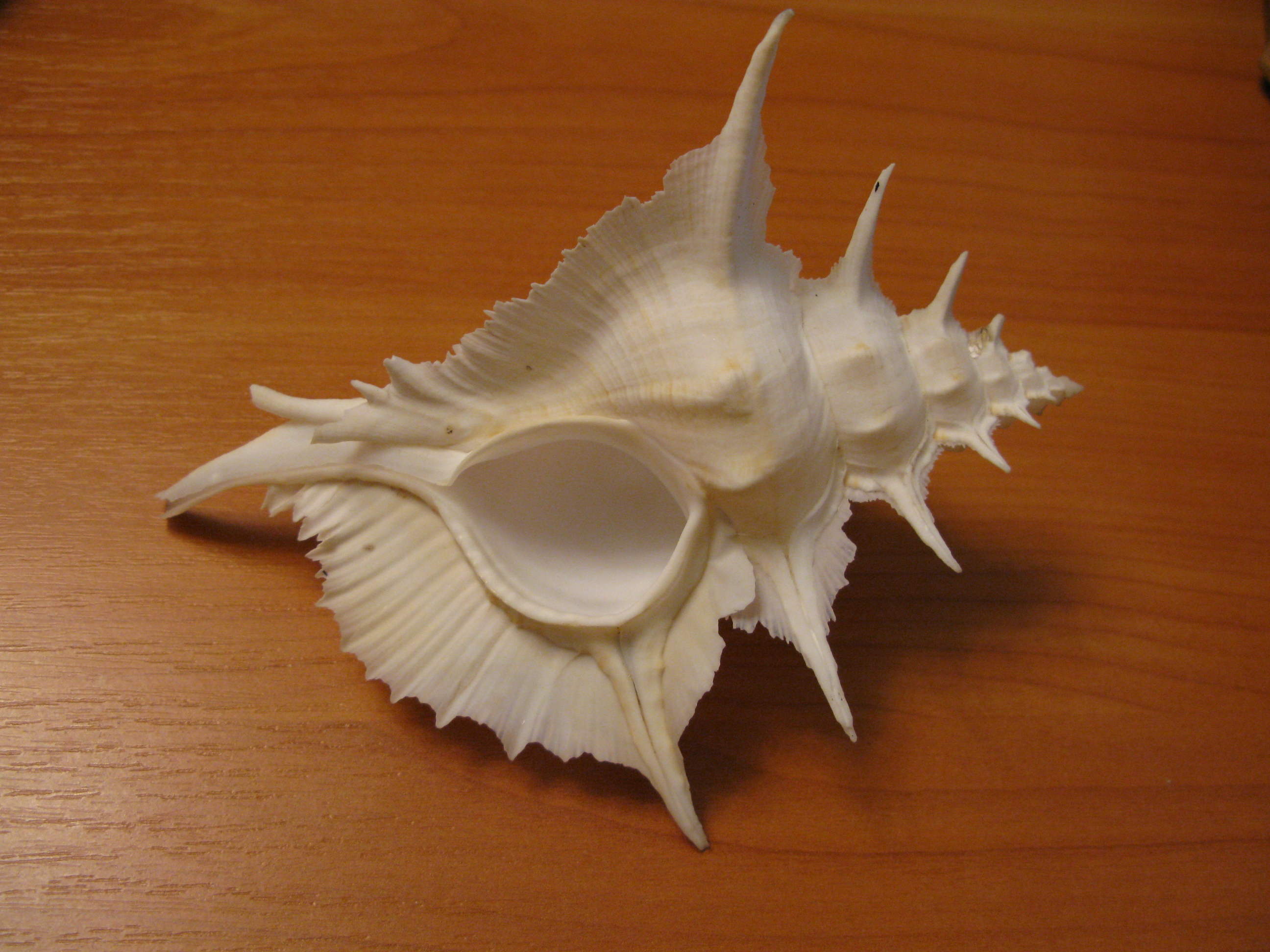

Размеры раковины 100—220 мм. Раковина большая, относительно тонкостенная, очень изящная, веретено-видной формы. Осевая скульптура образована мелкорифлёными крыловидными пластинами. На каждом обороте имеется по 3 осевых пластины с длинными заострёнными выростами, отходящими от линии плеча каждого оборота. Между длинными выростами на линии плеча имеются по 2 валиковидных бугорка. Спиральная скульптура образована уплощёнными рёбрышками, покрывающими поверхность раковины и придающими осевым пластинам рифлёный вид. Устье полукруглое, изнутри белое, с длинным сифональным выростом, в нижней части которого имеется несколько заострённых выростов.
Колумеллярная губа белая, слегка вывернутая, гладкая. Наружная губа и сифональный вырост обрамлены самой крупной рифлёной осевой пластиной, в верхней части имеется диагонально вытянутый вверх крупный заострённый вырост. Общая окраска — от белоснежной, слегка полупрозрачной, до цвета слоновой кости, с желтоватыми включениями.

## Распространение и образ жизни
Тропический Индо-Тихоокеанский район. От Южных Японских островов до Индо-Малайзии, включая Тайвань и Филиппинские острова. Моллюск обитает на глубине континентального шельфа. Хищник.